# 肉人

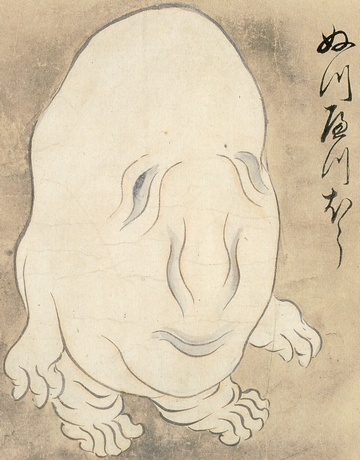
佐脇嵩之『百怪圖卷』「ぬつへつほう」

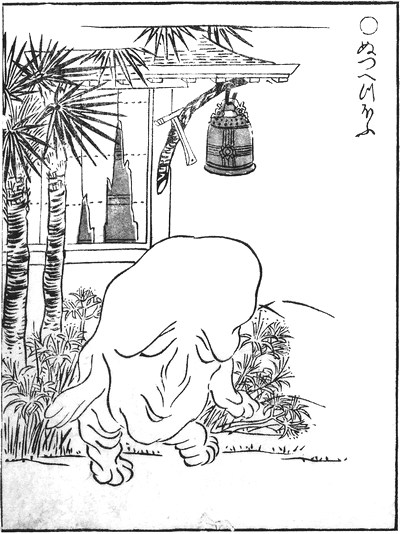
鳥山石燕『畫圖百鬼夜行』「ぬつへつほふ」

肉人或譯肉瘤怪（或）是『畫圖百鬼夜行』或『百怪圖卷』等江戶時代的妖怪繪卷中，無法區別臉和身體，宛如一頭身的肉塊的妖怪，傳說中會出現在廢棄的建物和古寺作祟。

## 概要
繪卷中僅有名字和圖，幾乎無解說文，洒落本『新吾左出放題盲牛』（1781年）中記載「有稱作的怪物。也無目也無耳」，所以被視為野箆坊的一種。紫水文庫藏的古寫繪本（年代不明）中敘述此妖怪是「或說老蟾蜍變化之物、或說狐狸之類」。

## 類話
文化時代的隨筆『一宵話』中，有類似此妖怪的記述。
慶長14年（1609年），駿府城的中庭，出現宛如肉塊之物。形體像小孩，有手無指，或許應稱其為肉人。進入嚴密警戒的城內之物被認為是妖怪之類，動作靈活，難以捕獲。當時住在駿府城的德川家康，命人將它趕走，侍從們放棄捕獲，將它從城內趕到山上。

## 脚注
1. ↑  大盥山人. . 水野稔編者代表  (编).  第11巻. 中央公論社. 1981: 173 [1781]. ISBN 978-4-642-08565-6.
2. ↑  村上健司編著. . 毎日新聞社. 2000: 256. ISBN 978-4-620-31428-0.
3. 1 2  多田克己. . 郡司聡他編  (编). . カドカワムック. vol.0017. 角川書店. 2004: 292–293. ISBN 978-4-04-883903-7.
4. ↑  乾猷平. . 北田紫水文庫. 1928: 9.
5. ↑  牧墨僊. . 早川純三郎編輯代表  (编). . 〈第1期〉19. 吉川弘文館. 1976: 422–423 [1810]. ISBN 978-4-642-08565-6.

## 關連項目
- 日本妖怪

野篦坊

## 外部連結
- . 境港市観光協会.   [2020-06-11]. （原始内容存档于2020-09-24）.
- 一宵話2巻　異人 （页面存档备份，存于）
- 駿国雑志24巻下　怪男 （页面存档备份，存于）